# キリスト保育園
キリスト保育園は、愛知県名古屋市にある認可保育園である。
運営法人は、宗教法人福音宣教教会である。定員数は60名である。
他にも、小規模保育事業所であるきりかぶ保育室も同法人が運営する保育所である。

## キリスト保育園の理念
キリスト保育園は、キリスト教における愛の精神に基づき、安心・安全の保育で自ら立つ子どもを育てることを理念としている。

## 保育目標
人材育成
日本と世界をリードし、時代を担う人材育成をめざす。
神と人に愛される子ども
保育原理に基づき、生活に必要な基本的な習慣や態度を養い、心身の健康の基礎をつちかう場とし、神と人に愛される子どもに育てる。
コミュニケーション能力
人との関わりの中で、人に対する愛情と信頼感をはぐくみ、感謝と思いやりのある子どもに育てる。
アイデンティティーの確立
自分を愛することができ、自分に自信をもつ（アイデンティティーの確立）子どもに育てる。
自主・自立・協調
自主、自立及び協調の態度を養い、何事にも意欲的な子どもに育てる。

## 安全・安心の保育体制
床暖房や殺菌・抗菌の配慮など環境面のほか、事故・ケガ防止の仕組みや不審者対策のオートロックなど安全面の配慮を行っおり、また、安心して送り迎えができる様に、子供の飛び出しなどの危険防止のフェンスを設置するなど、きめ細やかな安全・安心の保育体制をとっている。